# Villey-le-Sec
Villey-le-Sec település Franciaországban, Meurthe-et-Moselle megyében. Lakosainak száma 419 fő (2022. január 1.). Villey-le-Sec Chaudeney-sur-Moselle, Dommartin-lès-Toul, Gondreville, Pierre-la-Treiche és Sexey-aux-Forges községekkel határos.

## Népesség
A település népessége az elmúlt években az alábbi módon változott:
| Lakosok száma | 162  | 233  | 239  | 405  | 413  | 414  | 405  | 415  | 420  | 419  |
|               | 1968 | 1982 | 1990 | 2006 | 2013 | 2015 | 2017 | 2019 | 2020 | 2022 |